# Anomala geniculata
Anomala geniculata är en skalbaggsart som beskrevs av Victor Ivanovitsch Motschulsky 1866. Anomala geniculata ingår i släktet Anomala och familjen Rutelidae. Inga underarter finns listade i Catalogue of Life.